# 現役中に亡くなったプロ野球選手の一覧
現役中に亡くなったプロ野球選手の一覧は、現役中に死亡したプロ野球選手の一覧である。
ここではプロ野球のチーム名簿に選手登録されている時に亡くなった人物を取り上げる。引退を表明していないが、契約チームが決まっていなかった選手は除く。

## 選手一覧
- デフォルトでは時代順に配列。没年月日のソートボタンで元の順序に戻る。
- 選手名はファーストネームの50音順ソート。没年齢は満年齢で表記。

### 日本プロ野球
- 日本野球殿堂入りの選手は金色表記。日本プロ野球のオールスターゲーム選出経験やタイトル・表彰の獲得経験のある選手は銀色表記。

| 選手名             | 所属球団       | 没年月日       | 没年齢 | 死因           | 詳細 |
| ------------------ | -------------- | -------------- | ------ | -------------- | --- |
| 佐藤喜久雄         | 東京セネタース | 1936年7月29日  | 18歳   | 熱中症         | 試合中に酷暑から熱中症となった上、肺炎と脳の病などを併発。                                                   |
| 北井正雄           | 阪急軍         | 1937年8月7日   | 24歳   | 腸チフス       | |
| 神田武夫           | 南海軍         | 1943年7月27日  | 21歳   | 肋膜炎         | |
| 黒沢俊夫           | 巨人           | 1947年6月23日  | 33歳   | 腸チフス       | |
| 西倉実             | 高橋           | 1955年12月19日 | 26歳   | （不明）       | |
| 加藤斌             | 中日           | 1965年1月4日   | 20歳   | 自動車事故死   | 運転していた自動車が民家のブロック塀に正面衝突。                                                             |
| 土橋修             | 阪神           | 1966年12月21日 | 22歳   | 自動車事故死   | 道路を横断中に自動車に撥ねられた。                                                                           |
| 宇佐美和雄         | 西鉄           | 1969年3月14日  | 18歳   | 外傷性ショック | 練習中に他の選手が放った打球が左胸を直撃。                                                                   |
| ルー・ジャクソン   | アトムズ       | 1969年5月27日  | 33歳   | 膵臓がん       | |
| 湯口敏彦           | 巨人           | 1973年3月22日  | 20歳   | 心臓麻痺       | うつ病を発症して入院中の死亡だったためマスコミにより自殺説が報じられ、巨人はバッシングを受けた。（湯口事件） |
| 板沢峰生           | 西武           | 1980年12月3日  | 19歳   | 急性心不全     | 帰省中に急死。                                                                                               |
| 久保寺雄二         | 南海           | 1985年1月4日   | 26歳   | 急性心不全     | 帰省中に急死。                                                                                               |
| 藤井将雄           | ダイエー       | 2000年10月13日 | 31歳   | 肺がん         | 家族の意向で当初は間質性肺炎が死因と報じられた。                                                             |
| ミゲール・デルトロ | 西武           | 2001年10月6日  | 29歳   | 自動車事故死   | 帰国直後に乗っていた自動車の衝突事故で死亡。                                                                 |
| 小瀬浩之           | オリックス     | 2010年2月5日   | 24歳   | 転落死         | 春季キャンプ中にホテル10階の自室から転落。                                                                   |
| 木下雄介           | 中日           | 2021年8月3日   | 27歳   | 劇症型心筋炎   | 右肘手術からのリハビリ中に心筋炎を発症し倒れ、病院に搬送されるも回復せず。                                   |

### 日本の独立リーグ
| 選手名     | 所属球団  | 没年月日      | 没年齢 | 死因 | 詳細                 |
| ---------- | --------- | ------------- | ------ | ---- | -------------------- |
| 薬師神真之 | BFL・兵庫 | 2016年8月31日 | 25歳   |      | 寮で就寝中に突然死。 |

### メジャーリーグベースボール以前のアメリカプロ野球
| 選手名           | 所属球団           | 没年月日       | 没年齢 | 死因   | 詳細 |
| ---------------- | ------------------ | -------------- | ------ | ------ | --- |
| ジム・クレイトン | エクセルシオール   | 1862年10月18日 | 21歳   | 失血死 | 以前から患っていた内臓ヘルニアの影響で試合中バットを振った時の衝撃で内臓破裂を起こし、4日後に出血多量で死亡。 |
| アル・サーク     | アトランティックス | 1872年9月1日   | 22歳   | 溺死   | 釣りをしている最中に溺死。                                                                                    |

### メジャーリーグベースボール
- アメリカ野球殿堂入りの選手は金色表記。メジャーリーグのタイトル・表彰の獲得経験やオールスターゲーム選出経験のある選手は銀色表記[2][3]。

| 選手名                       | 所属球団         | 没年月日       | 没年齢 | 死因             | 詳細 |
| ---------------------------- | ---------------- | -------------- | ------ | ---------------- | --- |
| チャーリー・ファーガソン     | クエーカーズ     | 1888年4月29日  | 25歳   | 腸チフス         | |
| ジム・フォガティ             | アスレチックス   | 1891年5月20日  | 27歳   | 結核             | |
| マーティ・バーゲン           | ビーンイーターズ | 1900年1月19日  | 28歳   | 自殺             | 前年の長男の死で統合失調症を患い、親友や妻が自分を毒殺しようとする幻覚を抱え、家族を殺害した後に自殺。 |
| ジャック・テイラー           | レッズ           | 1900年2月7日   | 26歳   | 腎臓炎           | 腎臓炎の一種ブライト病を患い、死去。 |
| トム・オブライエン           | ジャイアンツ     | 1901年2月3日   | 27歳   | 多臓器不全       | 船旅中に船酔いを治すために海水を大量に飲み、多量の塩分による多臓器不全で死亡。 |
| エド・デラハンティ           | セネタース       | 1903年7月2日   | 35歳   | 溺死             | 泥酔して列車から強制的に降ろされた後、駅の近くの鉄道橋からナイアガラ川へ転落し、後日ナイアガラの滝の下流で遺体となって発見された。 |
| チック・スタル               | アメリカンズ     | 1907年3月28日  | 34歳   | 自殺             | スプリングトレーニング中にフェノールを飲んで自殺したが、動機は未だに不明。 |
| コージー・ドーラン           | ビーンイーターズ | 1907年3月29日  | 34歳   | 腸チフス         | スプリングトレーニング中に死亡。 |
| ダク・パワーズ               | アスレチックス   | 1909年4月26日  | 39歳   | 壊疽             | 試合でファウルボールを追って壁に衝突して腹部を負傷、壊疽による腹膜炎で2週間後に死亡。 |
| アラン・ストローク           | レッズ           | 1910年3月18日  | 25歳   | 蓄膿症           | レンサ球菌の感染による発症で死亡。 |
| アディ・ジョス               | ナップス         | 1911年4月14日  | 31歳   | 結核性髄膜炎     | |
| レイ・チャップマン           | インディアンス   | 1920年8月17日  | 29歳   | 脳内出血         | 試合でカール・メイズから頭部死球を受け、翌日に死亡。 |
| トニー・ボーケル             | ブレーブス       | 1924年2月16日  | 31歳   | 自動車事故死     | 乗車していた自動車がトラックと衝突事故を起こして死亡。 |
| ジェイク・ドーバート         | レッズ           | 1924年9月20日  | 40歳   | 虫垂炎           | 手術を受けたが病状は改善せず、1週間後に死亡。 |
| ウォルト・レリアン           | フィリーズ       | 1929年10月22日 | 26歳   | 自動車事故死     | ミサの帰りに、暴走したトラックに撥ねられて死亡。 |
| ハル・カールソン             | カブス           | 1930年5月28日  | 38歳   | 胃内出血         | |
| レン・コーネッキー           | ドジャース       | 1935年9月17日  | 31歳   | 脳内出血         | チャーター便の飛行機搭乗中にトラブルを起こし、パイロットに消火器で頭を殴られ死亡。 |
| ウィラード・ハーシュバーガー | レッズ           | 1940年8月3日   | 30歳   | 自殺             | 自身が捕手としてフル出場した2試合連続で、所属チームは終盤までリードしながら、最終的にサヨナラ負けを喫する。これを自己批判し、2戦目の翌日に衝動的にカミソリで喉を切って自殺。                                                                 |
| タイニー・ボンハム           | パイレーツ       | 1949年8月15日  | 36歳   | 合併症           | 投球後に痛みを訴えて虫垂炎の緊急手術を受けたが、合併症により死亡。 |
| ハリー・アガニス             | レッドソックス   | 1955年6月27日  | 26歳   | 肺塞栓症         | 肺炎を患って入院した後に死亡。 |
| トム・ガステール             | オリオールズ     | 1956年9月20日  | 24歳   | 航空事故死       | 操縦していた小型飛行機ERCO エアクーペがチェサピーク湾に墜落して死亡。 |
| チャーリー・ピート           | カージナルス     | 1956年11月27日 | 27歳   | 航空事故死       | アエロポスタル・ベネズエラ航空253便墜落事故に巻き込まれ死亡。 |
| ケン・ハブス                 | カブス           | 1964年2月15日  | 22歳   | 航空事故死       | 飛行機恐怖症を克服するためにパイロット免許を取得したものの、1ヶ月後に墜落事故死。 |
| ミゲル・フエンテス           | パイロッツ       | 1970年1月29日  | 23歳   | 他殺             | 故郷プエルトリコのバーで外へ出て自分の車の後方へ行ったところ、自動車盗と勘違いされ、銃で3発撃たれ死亡。 |
| ポール・エドモンドソン       | カージナルス     | 1970年2月13日  | 27歳   | 自動車事故死     | 国道101号線でスリップ事故を起こし、対向車と正面衝突し死亡。 |
| ロベルト・クレメンテ         | パイレーツ       | 1972年12月31日 | 38歳   | 航空事故死       | 大地震が発生したニカラグアへの救援物資を積んだチャーター機に乗るが、機体がカリブ海へ墜落し事故死。 |
| ドン・ウィルソン             | アストロズ       | 1975年1月5日   | 29歳   | 一酸化炭素中毒   | 自宅にて偶発的な一酸化炭素中毒による事故死。 |
| ボブ・ムース                 | パイレーツ       | 1976年10月9日  | 29歳   | 自動車事故死     | 29歳の誕生日に自動車事故死。（生没同日） |
| ダニー・トンプソン           | レンジャーズ     | 1976年12月10日 | 29歳   | 白血病           | 白血病を患い、脾臓の手術を受けたが一週間後に合併症のため死亡。 |
| デニー・フリセラ             | ブルワーズ       | 1977年1月1日   | 30歳   | 事故死           | バギーの事故で死亡。 |
| ライマン・ボストック         | エンゼルス       | 1978年9月23日  | 27歳   | 他殺             | 自動車で移動中、隣の女性と浮気をしていると女性の夫が疑い、夫が発射した散弾銃の弾丸が頭部を直撃し死亡。 |
| サーマン・マンソン           | ヤンキース       | 1979年8月2日   | 32歳   | 航空事故死       | 自家用小型飛行機を操縦中に木に衝突して墜落事故死。 |
| スティーブ・オリン           | インディアンス   | 1993年3月22日  | 27歳   | 水難事故死       | スプリングトレーニング中にフロリダ州の湖にて乗船したボートが桟橋に衝突して事故死。 |
| ティム・クルーズ             | インディアンス   | 1993年3月23日  | 31歳   | 水難事故死       | スプリングトレーニング中にフロリダ州の湖にて乗船したボートが桟橋に衝突して事故死。 |
| マイク・シャーパーソン       | パドレス         | 1996年5月26日  | 34歳   | 自動車事故死     | トリプルA在籍時に本拠地のあるネバダ州ラスベガスのフリーウェイで事故死。事故はメジャー昇格が決まり、パドレスと合流する為の移動で使う空港に向かっている最中に発生したものだった。                                                              |
| マイク・ダー                 | パドレス         | 2002年2月15日  | 25歳   | 自動車事故死     | スプリングトレーニング前に自身が運転する自動車で単独事故を起こし、同乗していたマイナーリーガー1名と共に事故死。ダーは飲酒運転の状態だった。                                                                                                  |
| ダリル・カイル               | カージナルス     | 2002年6月22日  | 33歳   | 心臓発作         | 遠征先のシカゴのホテルにて睡眠中に心臓発作を起こして急死。 |
| スティーブ・ベックラー       | オリオールズ     | 2003年2月17日  | 23歳   | 合併症           | 直接の死因は熱射病だが、これはチームドクターのアドバイスを無視した、減量用サプリメントのエフェドラによる副作用と無理な減量プログラムによるものだった。                                                                                       |
| ダーネル・ステンソン         | レッズ           | 2003年9月28日  | 25歳   | 他殺             | 強盗に頭と胸を何度も撃たれた後、盗まれた自分の自動車に轢かれて死亡。 |
| コリー・ライドル             | ヤンキース       | 2006年10月11日 | 34歳   | 航空事故死       | 自家用小型飛行機を操縦中にマンハッタンの高層マンションに衝突して死亡。 |
| ジョシュ・ハンコック         | カージナルス     | 2007年4月29日  | 29歳   | 自動車事故死     | 飲酒運転による事故死。車内からマリファナが発見された。 |
| ジョー・ケネディ             | ブルージェイズ   | 2007年11月23日 | 28歳   | 高血圧性心疾患   | 友人の結婚式で滞在中に死去。 |
| ニック・エイデンハート       | エンゼルス       | 2009年4月9日   | 22歳   | 自動車事故死     | 乗車していた自動車が飲酒運転の車に追突され事故死。 |
| グレッグ・ハルマン           | マリナーズ       | 2011年11月21日 | 24歳   | 他殺             | 母国オランダの自宅で、深夜の音楽の音量を巡って同じアパートに住む弟のジェイソン・ハルマンと口論になった末に刺殺された。 |
| オスカー・タベラス           | カージナルス     | 2014年10月26日 | 22歳   | 自動車事故死     | 母国のドミニカ共和国で恋人を乗せて運転中に交通事故に遭い死亡。 |
| トミー・ハンソン             | ジャイアンツ     | 2015年11月9日  | 29歳   | 臓器不全         | 前日の朝に友人宅で呼吸困難に陥り病院に救急搬送されたが、翌日死去。 |
| ホセ・フェルナンデス         | マーリンズ       | 2016年9月25日  | 24歳   | 水難事故死       | マイアミのビーチで搭乗中のボートが岩礁に衝突し事故死。 |
| ヨーダノ・ベンチュラ         | ロイヤルズ       | 2017年1月22日  | 25歳   | 自動車事故死     | ドミニカ共和国中部で愛車を運転中、曲線道路で車の制御を失い横転事故を起こし、車から放り出され即死。 |
| タイラー・スカッグス         | エンゼルス       | 2019年7月1日   | 27歳   | 他殺による窒息死 | 遠征先のテキサス州サウスレークのホテルで急死。アルコール及びオピオイド中毒の状態で吐瀉物を誤嚥したことによる窒息事故死と結論付けられたが、後に当時の球団広報部長が薬物を提供しスカッグスを死なせたとして逮捕・起訴され、有罪判決が下された。 |

### ニグロリーグベースボール
- アメリカ野球殿堂入りの選手は金色表記。ニグロリーグのタイトル・表彰の獲得経験やオールスターゲーム選出経験のある選手は銀色表記。

| 選手名                     | 所属球団     | 没年月日      | 没年齢 | 死因           | 詳細                           |
| -------------------------- | ------------ | ------------- | ------ | -------------- | ------------------------------ |
| ピシアス・ラス             | ジャイアンツ | 1930年8月9日  | 26歳   | 結核           |                                |
| チャーリー・ウィリアムズ   | ジャイアンツ | 1931年7月6日  | 27歳   | プトマイン中毒 |                                |
| チノ・スミス               | ジャイアンツ | 1932年1月16日 | 28歳   | 黄熱病         |                                |
| フランク・ウォーフィールド | パイロッツ   | 1932年7月24日 | 35歳   | 心臓発作       |                                |
| ジョシュ・ギブソン         | グレイズ     | 1947年1月20日 | 35歳   | 脳卒中         | 酒の飲み過ぎなどが原因で急死。 |

### 韓国プロ野球
- KBOリーグのタイトル・表彰の獲得経験やオールスターゲーム選出経験のある選手は銀色表記。

| 選手名           | 所属球団 | 没年月日       | 没年齢 | 死因         | 詳細                                                               |
| ---------------- | -------- | -------------- | ------ | ------------ | ------------------------------------------------------------------ |
| 金栄伸           | OB       | 1986年8月15日  | 24歳   | 溺死         | 漢江下流で溺死体で発見。成績低迷に悲観しての自殺と結論付けられた。 |
| 金大鉉           | ヘテ     | 1988年8月27日  | 26歳   | 自動車事故死 | 試合に向かう途中に乗車していた自動車がトラックと衝突し事故死。     |
| 金相辰           | ヘテ     | 1999年6月10日  | 22歳   | 胃癌         | 前年のオフに胃癌と脳の病を発症し、半年間の闘病の末死去。           |
| 李揆歓           | 斗山     | 2012年1月13日  | 22歳   | 転落死       | 新人研修中に酒に酔って死亡。                                       |
| 李斗煥           | 起亜     | 2012年12月21日 | 24歳   | 骨肉腫       | 2011年11月に肺癌を発症し1年以上の闘病生活の末に病死。              |
| 李張熙           | LG       | 2013年7月15日  | 23歳   | 転落死       | ソウル特別市松坡区の立体駐車場付近で転落死した状態で発見された。   |
| アンディ・マルテ | KT       | 2017年1月22日  | 33歳   | 自動車事故死 | 故郷ドミニカ共和国で自身の運転する車が道路脇の住宅に激突し事故死。 |
| 金成勲           | ハンファ | 2019年11月23日 | 21歳   | 転落死       | 秋季キャンプ後に地元で酒に酔って死亡。                             |
| 金先珉           | KT       | 2021年11月30日 | 31歳   | 自動車事故死 | 乗車していた自動車がガードレールと衝突し事故死。                   |

### 台湾プロ野球
- 中華職業棒球大聯盟のタイトル・表彰の獲得経験やオールスターゲーム選出経験のある選手は銀色表記。

| 選手名                   | 所属球団 | 没年月日       | 没年齢 | 死因         | 詳細                                                                       |
| ------------------------ | -------- | -------------- | ------ | ------------ | -------------------------------------------------------------------------- |
| 林文城                   | 兄弟     | 1992年3月6日   | 27歳   | 自動車事故死 | バイクで他の車に追突され事故死。                                           |
| ミルトン・ハーパー       | 味全     | 1993年10月16日 | 31歳   | 転落死       | アンフェタミンを過剰摂取した後に興奮してボンネットの上に落ちる衝撃で死亡。 |
| マリオ・エンカーナシオン | 誠泰     | 2005年10月3日  | 30歳   | 胃腸炎       | 数週間前から胃腸炎で苦しんでおり、先天性の医学的症状で死亡。               |

### オランダ野球
- ホーフトクラッセのタイトル・表彰の獲得経験やオールスターゲーム選出経験のある選手は銀色表記。

| 選手名                 | 所属球団 | 没年月日       | 没年齢 | 死因 | 詳細 |
| ---------------------- | -------- | -------------- | ------ | ---- | --- |
| ハルトフ・ハンバーガー | OVVO     | 1924年10月10日 | 37歳   |      | 9日の試合中にラインドライブ打球が頭部を直撃。事故当日はめまいを起こした程度で命に別状はないと見られていたものの、翌日に自宅で昏睡状態に陥り死亡した。 |